# Qu'il est étrange de s'appeler Federico
Pour plus de détails, voir Fiche technique et Distribution.
Che Strano chiamarsi Federico, (en francais; qu'il est étrange de s'appeler Federico), est le dernier film réalisé par Ettore Scola. Dans ce film documentaire sorti en 2013 il évoque la vie de Federico Fellini.

## Synopsis
Le film se base sur les souvenirs personnels d'Ettore Scola en particulier concernant les premières années de la carrière de Fellini : son arrivée à Rome, ses débuts comme dessinateur de bande dessinée à la rédaction de Marc'Aurelio où il a fait la connaissance de Scola, jusqu'à ses débuts au cinéma comme metteur en scène.

## Fiche technique
- Titre original : Che Strano chiamarsi Federico
- Réalisation :Ettore Scola
- Scénario et histoire : Ettore Scola - Paola Scola - Silvia Scola
- Directeur de la photographie : Luciano Tovoli
- Scénographe :
- Montage :
- Musique :Andrea Guerra
- Costumes :Massimo Cantini Parrini
- Production : Guido Simonetti	.
- Maison de production :PayperMoon Italia - Palomar - Cinecittà Luce - Rai Cinema - Cinecittá Studios - Cubovision - Telecom Italia - Ministero per i Beni e le Attività Culturali (MiBAC)
- Distribution :  Bim Distribuzione
- Genre : Documentaire
- Pays :  Italie
- Durée : 90 minutes (1 h 30)
- Date de sortie :
  -  Italie : 12 septembre 2013
  -  France 9 juillet 2014

## Distribution
- Maurizio De Santis : Federico Fellini
- Tommaso Lazotti : Federico Fellini jeune
- Giacomo Lazotti : Ettore Scola enfant
- Giulio Forges Davanzati : Ettore Scola
- Ernesto D'Argenio : Marcello Mastroianni
- Emiliano De Martino : Ruggero Maccari
- Fabio Morici : Giovanni Mosca
- Carlo Luca De Ruggieri : Alvaro De Torres

## Distinctions
2014 : 
- David di Donatello
  - Nomination David di Donatello du meilleur réalisateur à Ettore Scola.
- Globo d'oro
  - Nomination Meilleure photographie à Luciano Tovoli